# Gösta Strandell
Gösta Herman Fredrik Strandell, född 10 januari 1895 i Strömstad, död 14 september 1974 i Örebro, var en svensk borgmästare. 
Strandell, som var son till apotekare Herman Strandell och Jane Öhrn, blev juris kandidat vid Uppsala universitet 1919. Han blev assessor i Svea hovrätt 1927, fiskal 1932, revisionssekreterare 1935 (tillförordnad 1932), hovrättsråd 1935 och var borgmästare i Örebro stad 1936–1962. 
Strandell var sakkunnig i finansdepartementet 1932, i socialdepartementet 1933 och i rikskommissionen för ekonomisk försvarsberedskap 1934–1935. Han var statens förlikningsman i femte distriktet 1937–1938, ordförande i 1948 års sparbankssakkunniga, i Skandinaviska bankens avdelningskontor 1938–1965, i Örebro läns nykterhetsnämnd 1939–1945, i kristidsstyrelsen 1939, i länsarbetsnämnden 1940–1944 (vice ordförande 1945–1966), i Örebro nykterhetsnämnd 1939–1959 och i föreningen Sveriges stadsdomare 1948–1959. Gösta Strandell är begravd på Olaus Petri kyrkogård i Örebro.